# Château de Bossonnens
Le château de Bossonnens est un château, aujourd'hui en ruines, situé à Bossonnens dans le canton de Fribourg en Suisse. 

## Histoire
La commune de Bossonnens abrite un important site fortifié, très partiellement fouillé. Il comprend en particulier les restes d'un château avec donjon carré (XIIe siècle) incendié en 1475 lors de la guerre de Bourgogne et un bourg complété d'une tour circulaire de type savoyard (env. 1260).
Vers la fin du Xe siècle, le site de Bossonnens appartenait à l'Abbaye de Saint-Maurice. Dès 1134, la seigneurie de Bossonnens réunit Attalens, Granges et Bossonnens. La famille de Blonay la reçoit de l'Abbaye dès le XIe siècle puis elle devient propriété de la famille d'Oron vers la première moitié du XIIIe siècle.
Au cours de la deuxième moitié du XIIe siècle la famille de Blonay fit construire un château sur l’éperon rocheux au nord du site. En 1221 Rodolphe Ier d’Oron était Seigneur de Bossonnens et le chapitre du Grand-St-Bernard fit construire une chapelle. Vers 1260, Amédée d'Oron, fils de Rodolphe, fonda le bourg et construisit la tour ronde au sud. À sa mort en 1307, les seigneuries de Bossonnens et d'Attalens furent séparées, puis à nouveau réunies en 1374-1375. En 1358 la chapelle Saint-Claude est construite, sans doute sur le site de celle mentionnée dès 1221. Par le testament de Marguerite d'Oron, le fils de son premier mari François de La Sarraz hérite de la seigneurie en 1410, qui passe ainsi aux mains de la famille de La Sarraz. Au cours du XVe siècle le bourg est en décadence. Le four banal est transféré au village en 1455 puis le bourg est finalement abandonné. 
Le château est incendié le 28 octobre 1475 lors de l'invasion du Pays de Vaud par les Bernois, les Fribourgeois et leur allié Lucernois, alors engagés dans la guerre de Bourgogne. En 1513 la famille de La Sarraz vend l'ensemble au duc de Savoie, qui y installe un châtelain. Lors de la conquête du Pays de Vaud par Berne et Fribourg en 1536 il fut pris par Berne, puis cédé à Fribourg. Il voit l'installation d'un bailli qui fut transféré en 1615 au château d'Attalens (1615). Le château et son domaine sont vendus en 1618 au conseiller Henri Lamberger. En 1716, le dernier élément actif du site, la chapelle St-André, isolée et d'accès difficile au milieu des ruines du château, a été démolie, comme celle des Saints-André-et-Théodule (datant d'avant 1358) et leurs matériaux ont servi à la construction d'une nouvelle chapelle dédiée à saint André, au village.

## Fouilles
En 1975 l'archéologue cantonale Mme Hanni Schwab visite le site à la demande de Joseph Cottet. L’Association pour la mise en valeur des vestiges médiévaux de Bossonnens (AVMB) est fondé en 1990. Le site fait l'objet de fouilles par le Service archéologique de l'État de Fribourg entre 2004 et 2011. Ces travaux ont permis de retrouver certains éléments décrits dans l’Étude documentaire de M. Ivan Andrey publiée en 1985. Ils ont aussi mis au jour une tour carrée inconnue au nord de l'éperon rocheux. Un sentier didactique a été inauguré en 2016.

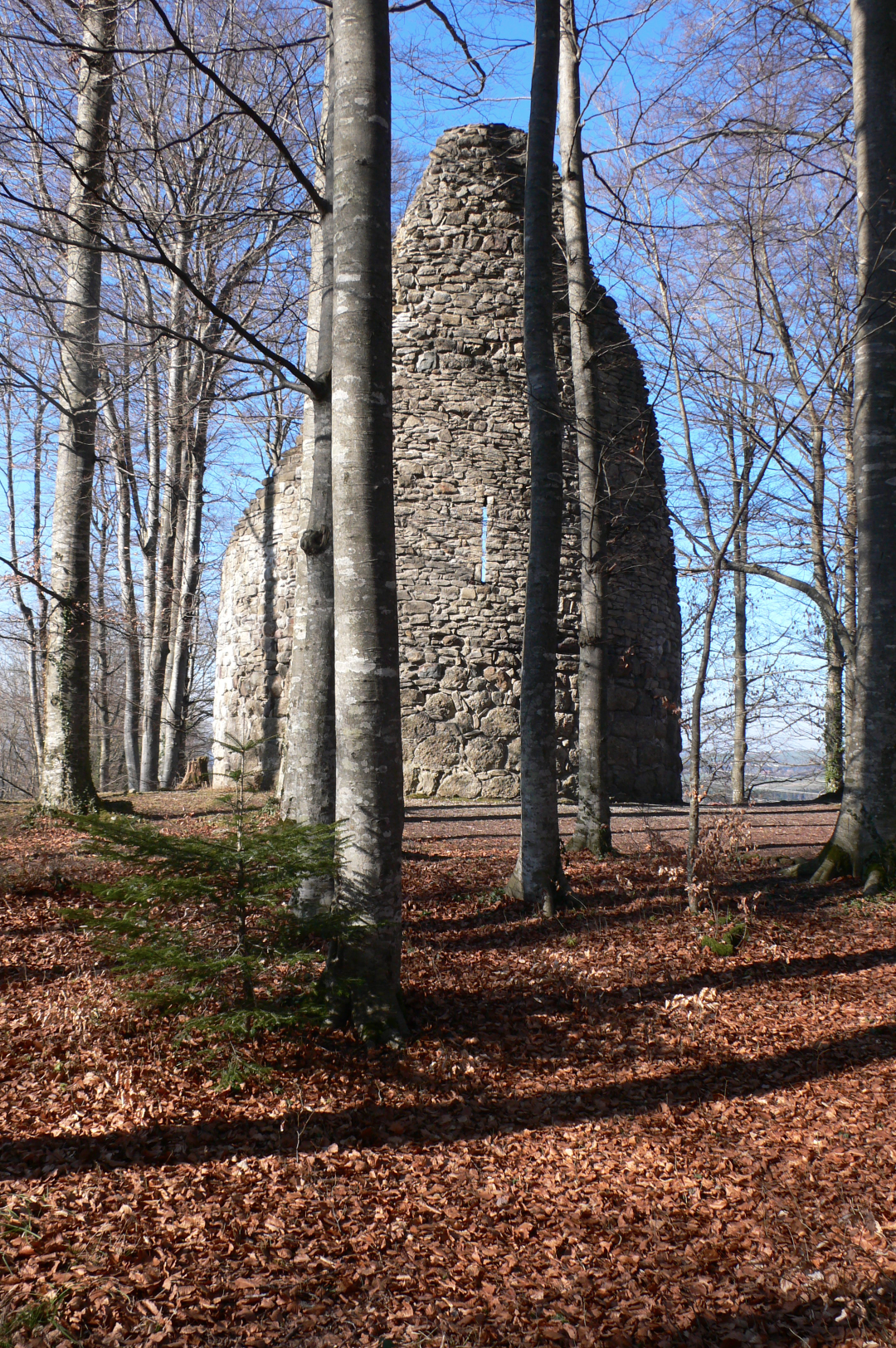
Tour ronde à l'extrémité sud du site
- Secteur de l'entrée du bourg et base de la tour maîtresse carrée
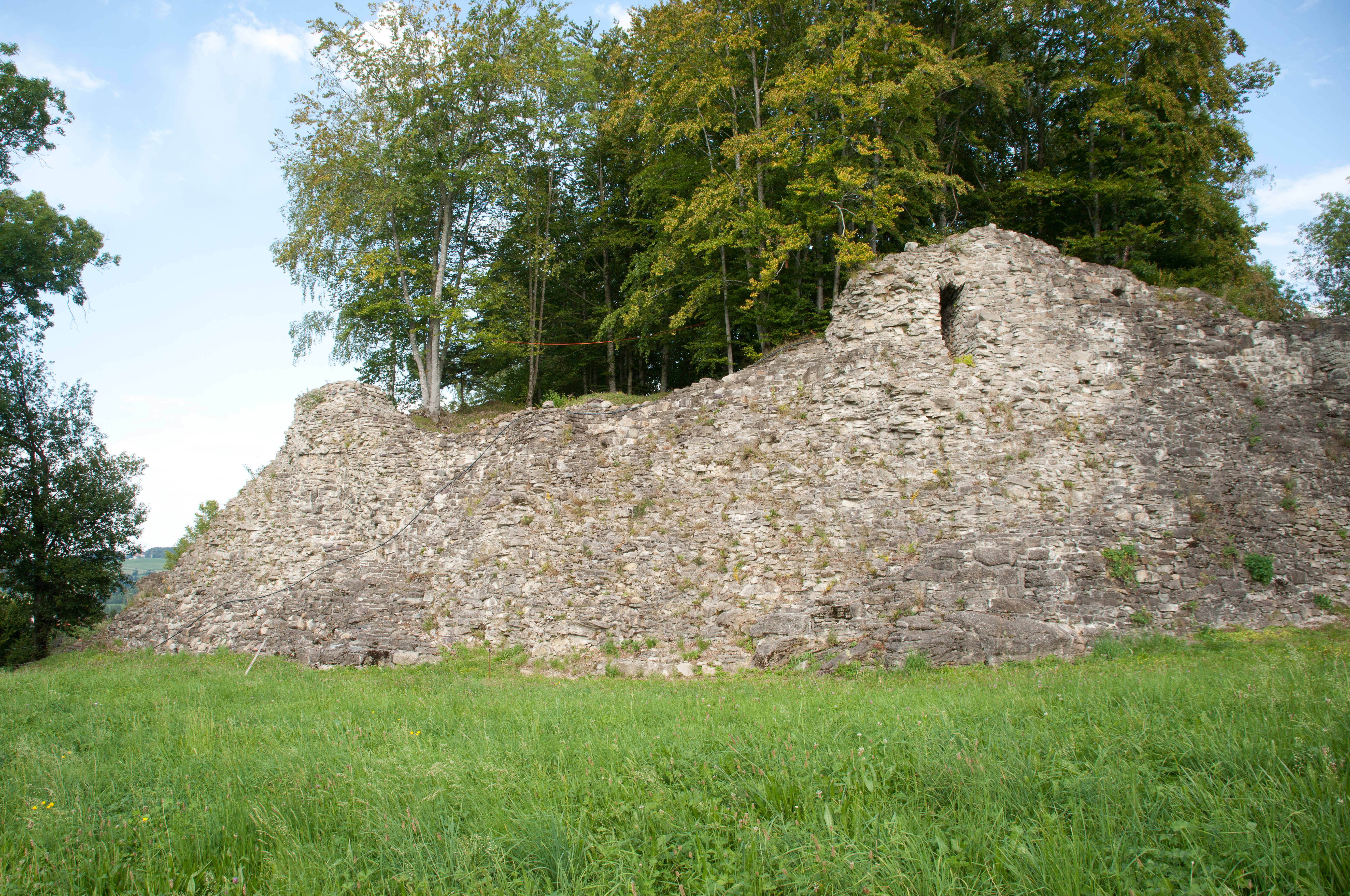
Ruines du château
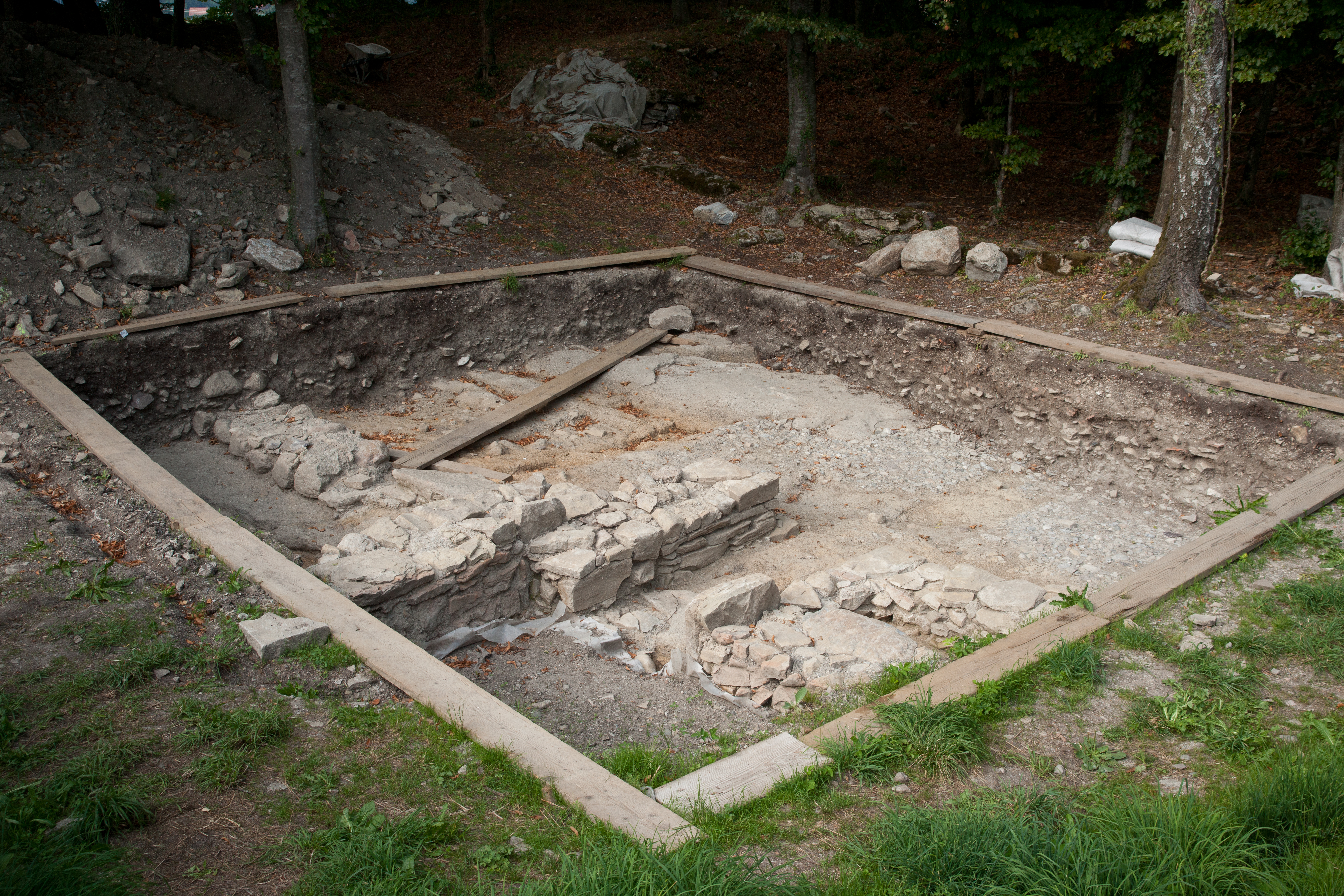
Fouilles archéologiques (2011)
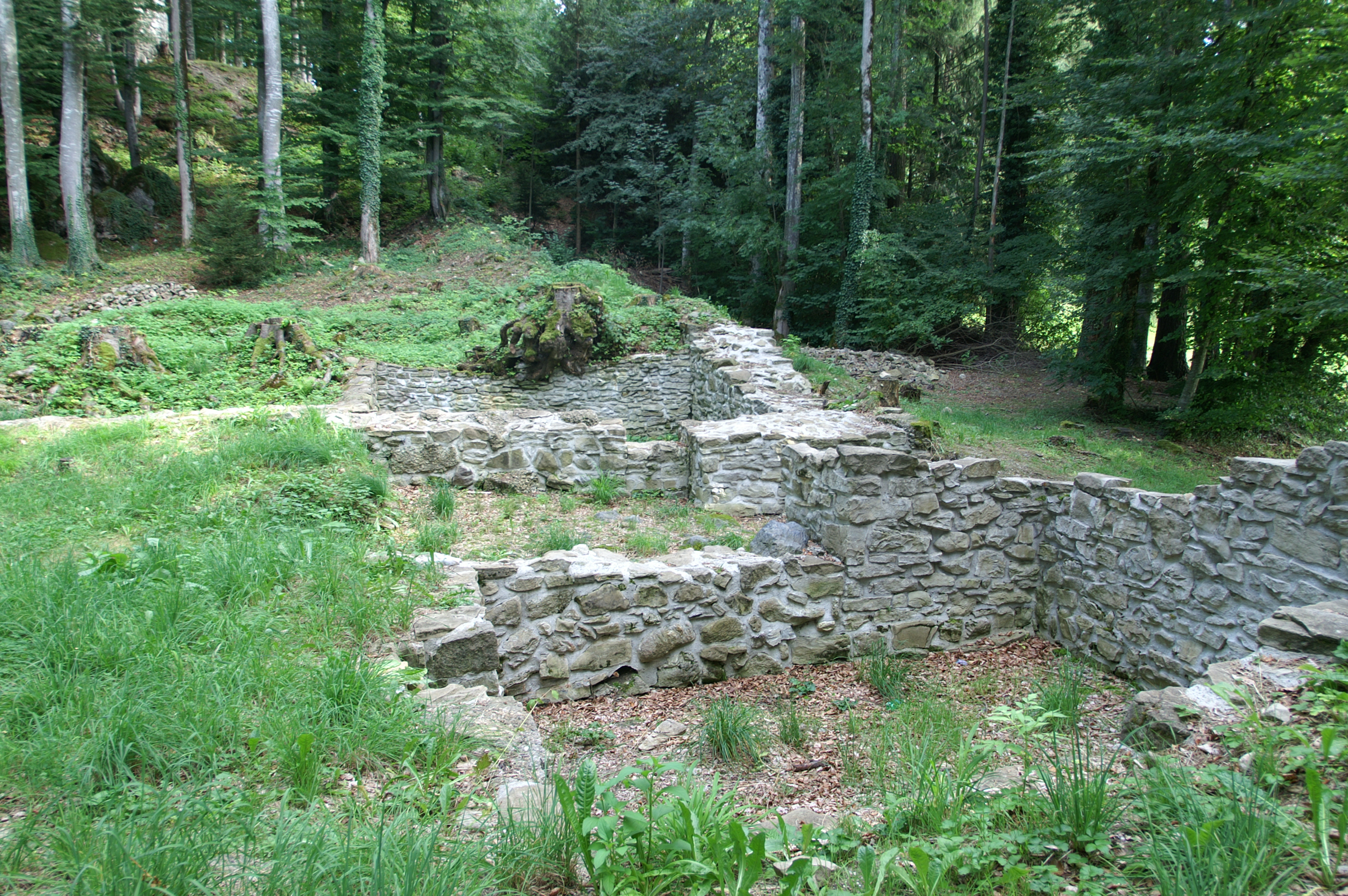
Vestiges du bourg médiéval
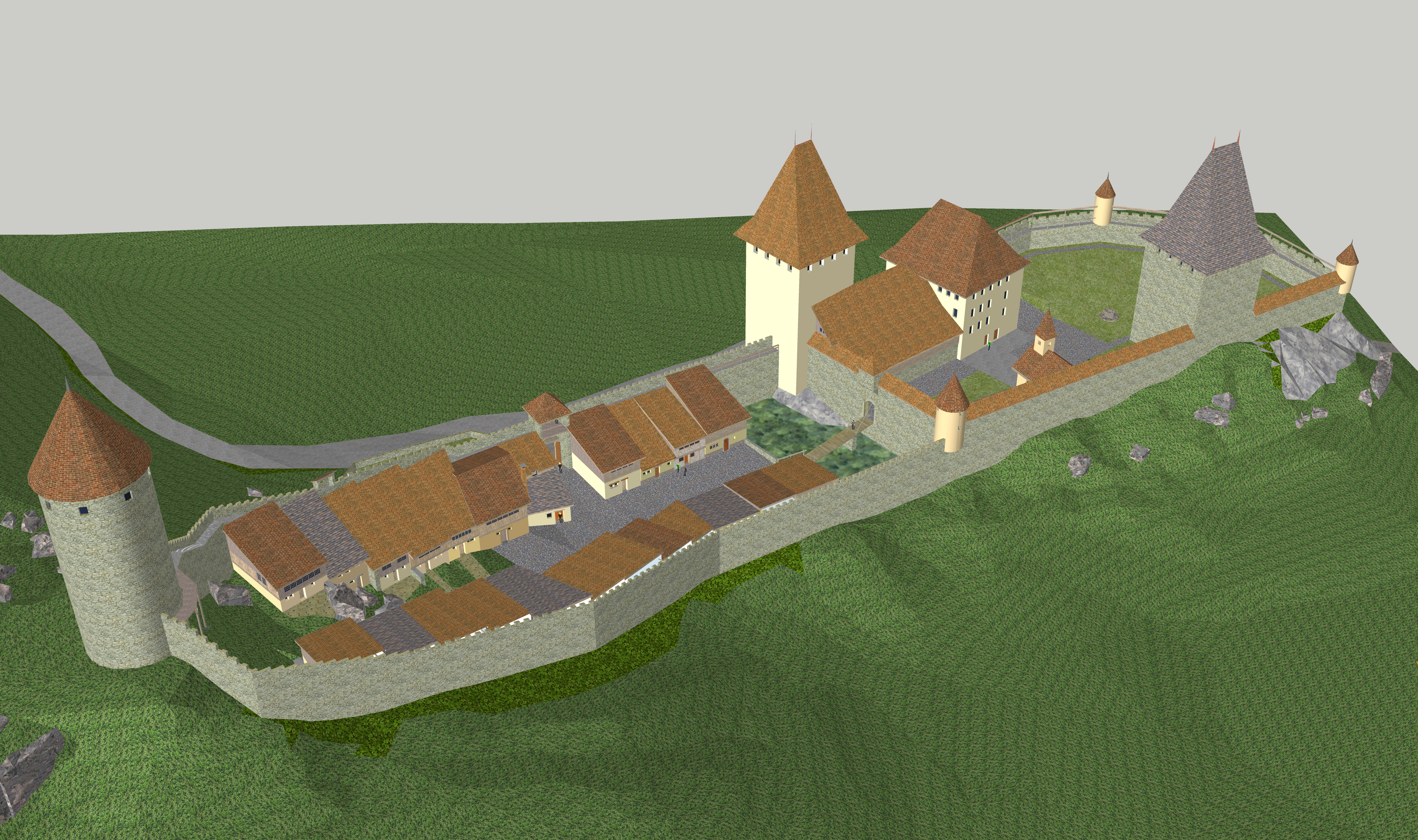
Modélisation 3D de l'ensemble bourg-château